# Arado Ar 76
O Arado Ar 76 foi um caça monoplano monomotor dos anos 30. Desempenhou as funções de caça ligeiro e aeronave de treino avançado. Pouco mais de uma centena foi produzida, tendo o estado alemão optado pelo Focke-Wulf Fw 56.